# Łaskuniak brązowy
Łaskuniak brązowy, łaskun brązowy (Macrogalidia musschenbroekii) – gatunek drapieżnego ssaka z podrodziny kunołazów (Hemigalinae) w obrębie rodziny wiwerowatych (Viverridae). Gatunek rzadki, narażony na wyginięcie i słabo poznany.

## Taksonomia
Gatunek po raz pierwszy zgodnie z zasadami nazewnictwa binominalnego opisał w 1877 roku niemiecki zoolog Hermann Schlegel nadając mu nazwę Paradoxurus musschenbroekii. Holotyp pochodził z Menado-Kinilo, na Celebes. Jedyny przedstawiciel rodzaju łaskuniak (Macrogalidia) który opisał w 1910 roku niemiecki zoolog Ernst Schwarz. 
Autorzy Illustrated Checklist of the Mammals of the World uznają ten gatunek za monotypowy.

## Etymologia
- Macrogalidia: gr. μακρος makros „długi”; rodzaj Galidia I. Geoffroy Saint-Hilaire, 1837 (galidia)[4].
- musschenbroekii: Samuel Cornelius Jan Willem van Musschenbroek (1827-1883), holenderski administrator kolonialny w Indiach Wschodnich[3][10].

## Zasięg występowania
Łaskuniak brązowy występuje endemicznie na Celebes.

## Morfologia
Długość ciała (bez ogona) 65–71,5 cm, długość ogona 44,5–54 cm, długość tylnej stopy 7,5–9,5 cm, długość ucha 4,2–5 cm; masa ciała 2–2,5 kg. Ubarwienie rdzawobrązowe z jasnobrązowymi cętkami po bokach ciała i z jaśniejszym spodem. 

## Ekologia
Łaskuniak brązowy Zasiedla nizinne i górskie lasy (do wysokości 2600 m n.p.m.). Żywi się owocami, gryzoniami, ptakami, wężami i skorpionami. Tryb życia i biologia rozrodu nie została zbadana. Jest uważany za gatunek prowadzący nadrzewny, nocny i samotniczy tryb życia.